# 泉州公交K606路
泉州公交K606路是中华人民共和国泉州市境内的一条公共交通线路，全程22公里。起讫点为东宏路首末站至滨江公交站，运营时间为东宏路首末站：6:30-19:10；滨江公交站：6:30-20:10

## 历史
- 2014年9月12日，泉州市道路运输管理处批复泉州公交发展有限公司（公交集团前身）关于新辟K606路的请示。
- 2014年10月20日，泉州市物价局批复K606路线路票价。
- 2014年10月22日，泉州公交发布关于开通K606路的通知[1][2]
- 2014年11月1日，泉州公交开通K606路。初期运行区间为五中城东校区-泉商环球广场，初期运营时间为五中城东校区：6:30-18:10、泉商环球广场：6:30-18:40，票价¥1.0/人。使用车辆为自11路退下的6部大金龙XMQ6762NEG3型柴油空调公交车[3][4]
- 2017年12月22日，K606路更换自32路、34路退下的4部福达FZ6890UF3G3型柴油空调公交车，原有4部XMQ6762NEG3退役
- 2018年5月21日，K606路全线更换为4部大金龙XMQ6802AGBEVL2型空调电动巴士，并退下4部FZ6890UF3G3
- 2018年10月2日，K606与34路互换车辆，K606路接手并更换自34路退下的6部金旅XML6855JEVW0C型空调电动巴士。并同时由三分公司（后更名为洛江公司）转为隶属于二分公司（后更名为东海公司）
- 2018年10月8日，K606路取消途径五中城东校区、安吉路、丰泽街、田安北路，改为途径宝洲街、刺桐南路、泉秀街、通港西街、东海大街、滨海街、府东路至海星小区始发终到。运营时间调整为海星小区6:30-18:15，泉商环球广场6:30-18:40[5]
- 2019年3月，K606路与602路互换配车，K606路接手自602路退下的8部中车时代TEG6820BEV01型空调电动巴士，原配XML6855JEVW0C互换至602路
- 2020年1月27日，为配合晋江市交通局关于新型冠状病毒肺炎防控要求。K606路自当日14:00起暂停运行至2月16日。[6]
- 2020年2月17日，K606路恢复运营。
- 2021年3月18日，因环湾公司线路运能扩充需要。东海公司划拨K606路1部TEG6820BEV01至202路。[7]。同时划入1部XML6855JEVW0C，配车数不变。
- 2021年4月23日，K606路自该日起由泉商环球广场延伸至滨江公交站始发终到。运营时间、票价不变。[8]
- 2021年7月10日，K606路一部运营车辆途径泉秀街中远名城路段时，因躲闪不及与一部电动自行车发生碰撞并撞击绿化带，造成该运营车辆前部损坏，电动车女骑手被卷入车底后受伤。[9]
- 2022年3月15日，因疫情防控工作需要，K606路自该日起暂停运营至4月21日。[10]
- 2022年4月22日，K606路恢复运营。[11]
- 2022年8月5日，K606路延长末班发车时间，海星小区首末站、滨江公交站分别延至19:10、20:10发车，并增停溜石塔公园站。[12]
- 2023年9月13日，因海星小区3期建设需要，原海星小区首末站地块收回并拆除。受此影响1路自该日起取消进入海星小区首末站，改为至东宏路首末站停放，上下客点临时调整至市政务服务中心。
- 2023年9月25日，K606路自该日起正式调整至东宏路首末站始发终到，并增停滨海公园大兴街、滨海公园府西路、滨海公园滨海街等站，里程数由11.6公里增加至22公里，其它不变。[13]
- 2024年12月31日，K606路全线更换为8部福田BJ6851EVCA-30型空调电动巴士，原配7部TEG6820BEV01退役，1部XML6855JEVW0C封存，配车数不变。
- 2025年6月27日，因江滨南路鞋都路口下穿隧道围挡施工需要[14]，K606路自该日起往东宏路首末站方向临时取消途径江滨南路鸿源路口至莲池路口段，改为途径中央景观道、莲池路至溜溪路口站后原线行驶，并临时取消停靠溜石塔公园。

## 站点
| 路线 | 路线 | 路线 | 所在地区、街道 | 所在地区、街道 | 站点名            | 备注                |
| ---- | ---- | ---- | -------------- | -------------- | ----------------- | ------------------- |
|      |      |      | 丰泽区         | 东宏路         | 东宏路首末站      | 起讫站              |
|      |      |      | 丰泽区         | 丰海路         | 滨海公园滨海街    |                     |
|      |      |      | 丰泽区         | 丰海路         | 滨海公园府西路    |                     |
|      |      |      | 丰泽区         | 丰海路         | 滨海公园和敏中心  | 原名 滨海公园大兴街 |
|      |      |      | 丰泽区         | 双垵街         | 海星小区          |                     |
|      |      |      | 丰泽区         | 双垵街         | 市政务服务中心    |                     |
|      |      |      | 丰泽区         | 府东路         | 府东路北段        |                     |
|      |      |      | 丰泽区         | 府东路         | 府东路南段        |                     |
|      |      |      | 丰泽区         | 滨海街         | 滨海街中段        |                     |
|      |      |      | 丰泽区         | 东海大街       | 泉州师院          |                     |
|      |      |      | 丰泽区         | 东海大街       | 东海大街中段      |                     |
|      |      |      | 丰泽区         | 东海大街       | 医大二院东海院区  | 原名 东海大街西段   |
|      |      |      | 丰泽区         | 东海大街       | 东海滨城          |                     |
|      |      |      | 丰泽区         | 通港西街       | 霞露口            |                     |
|      |      |      | 丰泽区         | 通港西街       | 法坊路口          | 原名 筑路机厂       |
|      |      |      | 丰泽区         | 通港西街       | 宝珊花园          |                     |
|      |      |      | 丰泽区         | 通港西街       | 黎明大学          |                     |
|      |      |      | 丰泽区         | 通港西街       | 真武庙            | 原名 东海街道办事处 |
|      |      |      | 丰泽区         | 通港西街       | 现代广场          | 原名 坂头           |
|      |      |      | 丰泽区         | 泉秀街         | 金帝花园          | 原名 成洲工业区     |
|      |      |      | 丰泽区         | 泉秀街         | 客运中心站南门    | 原名 沉洲路口       |
|      |      |      | 丰泽区         | 刺桐南路       | 泉州电信公司（↓） | 刺桐南路中段（↑）   |
|      |      |      | 丰泽区         | 刺桐南路       | 正骨医院（↓）     | 丰泽交警大队（↑）   |
|      |      |      | 丰泽区         | 宝洲街         | 宝洲街中段        |                     |
|      |      |      | 丰泽区         | 宝洲街         | 浦西村口          |                     |
|      |      |      | 丰泽区         | 宝洲街         | 东南医院          |                     |
|      |      |      | 晋江市         | 江滨南路       | 溜溪路口          | 原名 百信·御江帝景  |
|      |      |      | 晋江市         | 江滨南路       | 溜石塔公园        | ↓                   |
|      |      |      | 晋江市         | 鸿源路         | 滨江公交站        | 起讫站              |

## 票价
K606路计价方式为一票制，票价¥1.0。
- 泉通卡普通卡9折，月票卡乘坐刷1次。敬老卡、爱心卡有效
- 可使用泉城通APP或支付宝、云闪付、微信乘车码支付

## 配车
K606路配车数总计8部，其中：
- 福田BJ6851EVCA-30  8部

- 大金龙XMQ6762NEG3
（2014.11 - 2017.12）
- 福达FZ6890UF3G3
（2017.12 - 2018.5）
- 大金龙XMQ6802AGBEVL2
（2018.5 - 2018.10）
- 金旅XML6855JEVW0C
（2018.10 - 2019.3 / 2021.3 - 2024.12）
- 中车时代TEG6820BEV01
（2019.3 - 2024.12）
- 福田BJ6851EVCA-30
（2024.12 - ）

## 相关
- 泉州公交线路列表